# Corynephorus canescens
Corynephorus canescens es una especie de planta herbácea del género Corynephorus perteneciente a la familia Poaceae.

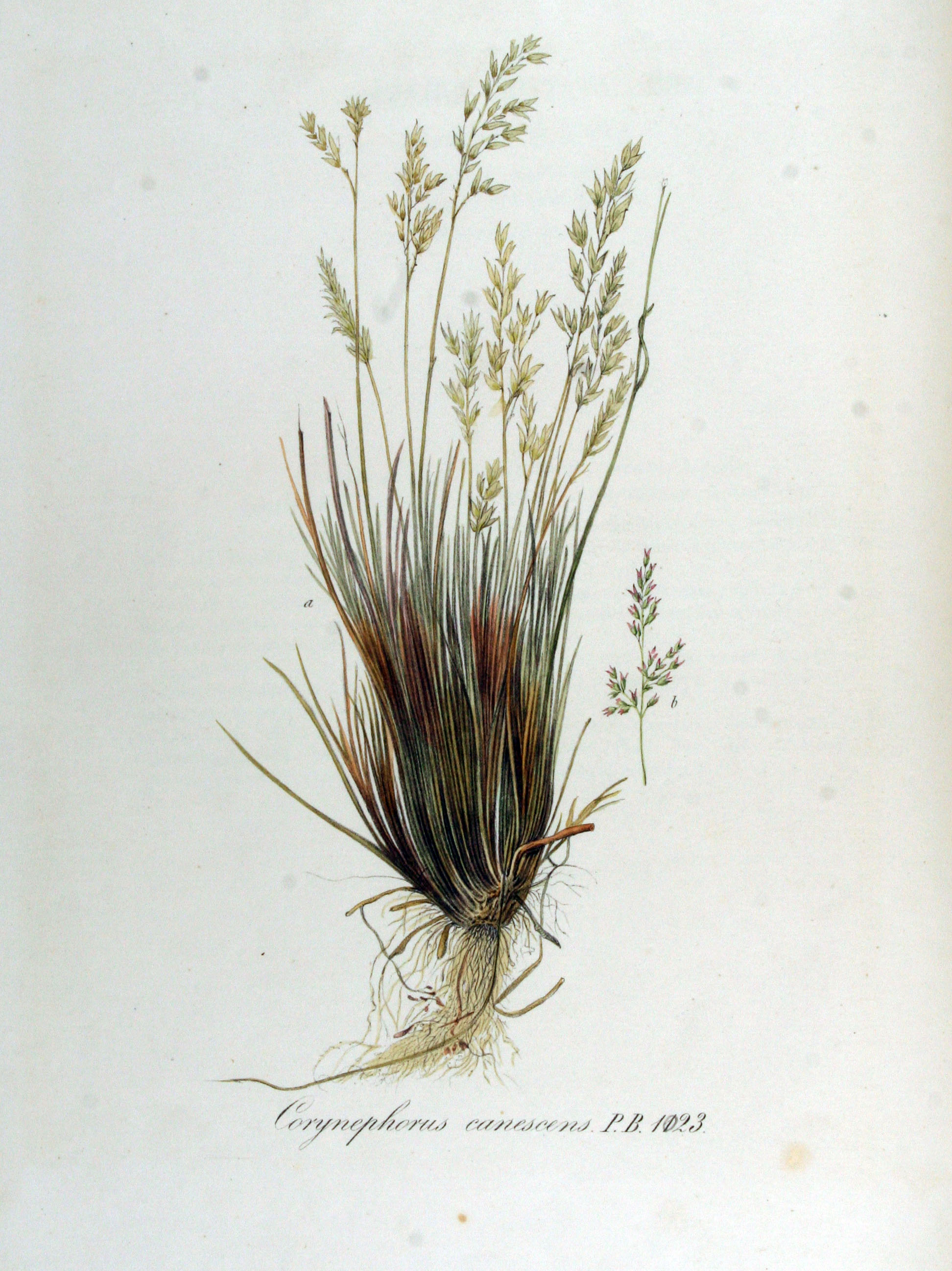
Ilustración

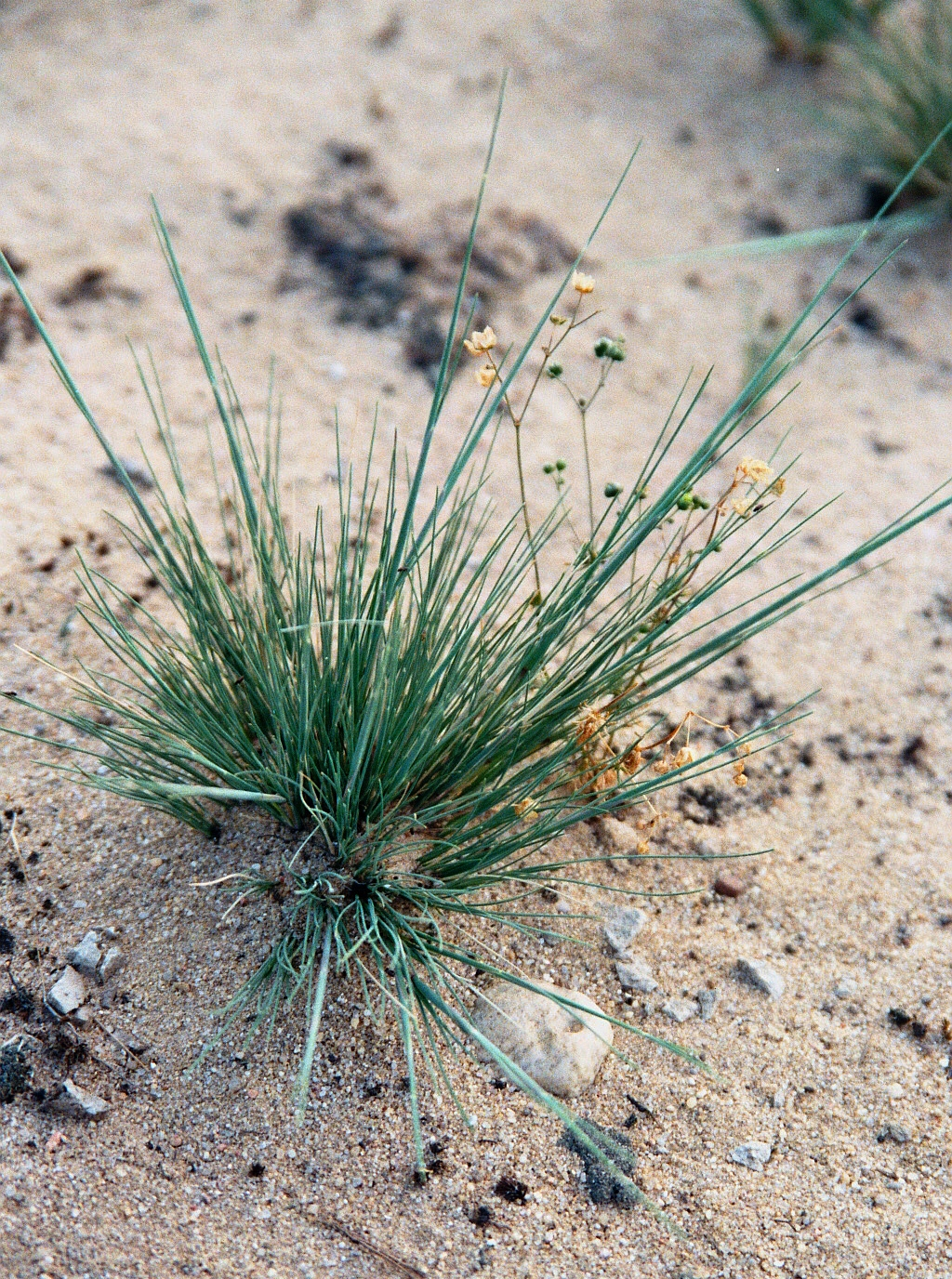
Vista de la planta

## Descripción
Planta perenne, densamente cespitosa. Tallos de 20-45 cm, erectos, glabros, con nudos violados. Hojas con lígula de 4-6 mm; limbo de 2-20 cm x 0,2-0,5 mm, marcadamente convoluto, rígido y escábrido. La inflorescencia en panícula de 2-14 cm, elipsoidea, con ramas erectas, escábridas. Espiguillas de 3,3-4 mm. Glumas de 3,3-4 mm, agudas, con quilla ligeramente escábrida. Lema de c. 1,8 mm, elíptica, entera o ligeramente escotada; arista de c. 2 mm, con seta gradualmente ensanchada en forma de maza en la mitad distal. Callo de 0,15-0,2 mm, estrechamente elíptico, con pelos que alcanzan de 1/6 a 1/4 de la longitud de la lema. Anteras de 1-1,5 mm. Cariopsis de 1 x 0,4 mm. Tiene un número de cromosomas de 2n = 14. Florece de junio a agosto.

## Distribución y hábitat
Se encuentra sobre suelos arenosos desnudos. Se distribuye por Europa y Norte de África.

## Taxonomía
Corynephorus canescens fue descrita por (L.) P.Beauv. y publicado en Essai d'une Nouvelle Agrostographie 90, 149, 159. 1812.
Etimología
Corynephorus: nombre genérico del griego korynephorus (de procrear), refiriéndose al lema de la arista.
canescens: epíteto latino que significa "canoso".
Sinonimia
- Aira breviculmis Loisel.
- Aira canescens L.	basónimo
- Aira triflora Willd. ex Steud.
- Aira variegata St.-Amans
- Avena canescens Weber
- Corynephorus incanescens Bubani
- Weingaertneria canescens (L.) Bernh.
- Weingaertneria canescens var. pallida Beckh.
- Weingaertneria canescens f. pallida Beckhaus
- Weingaertneria canescens var. viridis Asch. & Graebn.[6]

## Nombres comunes
- Castellano: barba de chivo, barbas de chivo, hierba de las pellicas, moñitos, pellica, zamayo, zumaya.[7]